# Питта Стеера
Питта Стеера (лат. Pitta steerii) — вид птиц из семейства питтовых. Выделяют два подвида. Эндемик островов Минданао, Бохоль, Лейте и Самар на Филиппинах. Наряду с лузонской питтой, это одна из двух эндемичных видов питт в стране. Естественная среда обитания — влажные тропические леса. Находится под угрозой исчезновения из-за потери среды обитания.

## Описание
Среднего размера, длинноногая птица, обитающая в низинах, предгорьях и в подлеске на юге Филиппин. Питта Стеера достигает длины 19 см; самцы весят 86—100 г, а самки — от 69 до 113 г. Половой диморфизм не выражен. У взрослой особи голова чёрная, верхняя часть тела тёмно-зелёная, надхвостье и верхние кроющие перья хвоста зеленовато-голубые, хвост чёрный. Крылья чёрные, второстепенные маховые перья с широкими краями зеленоватого цвета, кроющие перья крыльев серебристо-зеленовато-голубые. Горло белое, грудь и бока лазурно-голубые, центр брюха чёрный, нижняя часть брюха алого цвета; радужная оболочка тёмно-коричневая; клюв чёрный; ноги от светло-коричневого до тёмно-розового цвета. Молодые особи более тусклые, с пятнистым горлом, меньшим количеством синих перьев на крыльях, оливково-зелёной верхней частью груди, охристой нижней частью груди, клюв с оранжевым основанием и кончиком.
Выделяют два подвида:
- P. s. steeri — встречается на Минданао; окраска более тёмная и имеет более сильный зелёный оттенок
- P. s. coelestis — встречается на Бохоле, Лейте и Самаре; более бледная окраска[4].

### Поведение
Питается насекомыми и червями. Кормится на земле, поваленных деревьях и валунах, перебирая клювом опавшие листья.
О размножении практически ничего неизвестно. На острове Бохол большинство особей активны с апреля по июнь, что служит сезоном размножения для большинства филиппинских птиц. Молодых особей видели на Самаре и Бохоле в июне и июле. Гнездо до сих пор не описано.

## Распространение и среда обитания
Обитает в тропических влажных низинных лесах с густым подлеском на высоте до 1000 метров над уровнем моря, но чаще встречается ниже 600 метров. Предпочитает леса с известняковыми обнажениями.
По оценке МСОП, вид относится к категории «Уязвимых», численность популяции оценивается в 2 500-9 999 зрелых особей. Основной угрозой для вида является потеря среды обитания: в пределах ареала происходит массовая вырубка лесов в результате лесозаготовок, сельскохозяйственных работ и добычи полезных ископаемых. Наиболее пострадавшей частью ареала является остров Бохол, где сохранилось всего 4 % лесного покрова.
Встречается на нескольких охраняемых территориях в заповеднике Раджах Сикатуна на Бохоле и в природном парке острова Самар, но фактическая защита и контроль за соблюдением законодательства в отношении незаконной вырубки леса и охоты невелики.
Для сохранения вида предлагается провести полевые работы и исследования, чтобы лучше понять его статус и распространение. Также рекомендуется продолжить изучение его предпочтения известняковых районов.